# Core Kyoto
Core Kyoto（コアー・キョート）はNHKワールドTV製作で、2013年より放送されている京都府の魅力を紹介した紀行番組である。
1200年の伝統と歴史、そして自然の移ろいを受け継ぎつつ、新たな文化の創造を発信し続けている京都から様々な行事や歴史的な風習、ひと・もの・ことの核（コアー）となる部分を映像を通して描き出すというものである。

## 放送日時
- NHKワールドTV（視聴対象：日本国外の各放送機関、ならびに日本国内のひかりTV、ケーブルテレビ局の主に在日外国人向け）：日本標準時の木曜日 9:30 - 10:00、14:30 - 15:00、19:30 - 20:00、金曜日 0:30 - 1:00、6:30 - 7:00（これとは別に随時5分間の要約版も放送）[1]
- NHK BS1：日本標準時の木曜日 14:00 - 14:30、月曜日 5:30 - 6:00（2022年までPGAツアー中継がない時に放送）二か国語放送（主音声の日本語版語り・藤沢としや）[2]